# Iglesia de San Martín de Luiña
La iglesia de San Martín de Luiña se localiza en el lugar de Escalada, barrio de la parroquia de San Martín de Luiña y concejo de Cudillero (Asturias, España). El acceso a Escalada se realiza a través de la carretera N-632 (carretera de Ribadesella a Canero) y la comarcal AS-222 (carretera de San Martín de Luiña a Brieves), que atraviesa el lugar de Escalada. El templo parroquial corona la cima de la loma en que tiene su asiento el caserío de Escalada, que se dispone en torno a la iglesia.

## Historia
La iglesia de San Martín de Luiña es un templo barroco, realizado a principios del siglo XVIII sobre el solar de emplazamiento de un edificio anterior medieval, del que no se conservan restos. Fue levantado entre 1718 y 1726, apareciendo inscrita la fecha de 1726 sobre el dintel de la puerta principal. En la primera década del siglo XIX se construyeron los pórticos que protegen, a los pies de las naves, las tres portadas del templo. A mediados del siglo se erigió la torre campanario. El edificio sufrió reformas en el siglo XX y en 1964 la cúpula primitiva de la torre, seriamente dañada durante la guerra civil, fue sustituida por el actual remate.

## La iglesia
La iglesia de San Martín de Luiña está construida a base de mampostería, con piedra sillar en cadenas esquinera, vanos, contrafuertes, pilares, arcos, impostas, cornisas y elementos ornamentales como ménsulas, columnas de portadas etc. Los paramentos exteriores están revocados y enlucidos de blanco. Presenta planta de cruz latina, con tres naves, cabecera plana, con sacristías laterales, pórticos y torre campanario a los pies; al muro del testero aparece adosado el recinto del antiguo cementerio parroquial, hoy jardín. Las naves y los brazos del crucero están cubiertas con bóveda de crucería; el ábside lo hace con bóveda de cañón ligeramente apuntada y el tramo central del crucero con cúpula hemiesférica sobre pechinas.
La portada principal u occidental es una sobria portada clasicista, adintelada y moldurada con orejas, cuya clave, fechada en 1726, se orna con una roseta. Está enmarcada por dos pilastras acanaladas que sostienen un entablamento liso y descansan sobre pedestales decorados con hojas de acanto. Las otras dos portadas, igualmente adinteladas, participan de la misma inspiración clasicista de la portada occidental. Se vieron afectadas por la realización de los pórticos circundantes, habiendo perdido la septentrional la parte superior de las columnas de fuste liso sobre pedestales que la flanqueaban y de la cruz que corona la ménsula de su clave. La meridional está formada por dovelas con resalte almohadillado, apareciendo sobre la ménsula de su clave los restos de una columnilla entorchada. Está guarnecida también por sendas columnas, de las que resta completa la del lado izquierdo, rematada con un capitel de hojas de acanto. Sobre el dintel corre una imposta decorativa que, a modo de entablamento clásico, alterna piezas acanaladas con rosetas de ocho pétalos. Esta imposta recorre también exteriormente los brazos del crucero y la capilla mayor. Los pórticos se cubren con bóvedas de crucería, que descansan en pilares, con capiteles-imposta estriados. El suelo de pórtico está enchinarrado. La torre de la iglesia, de casi 27 metros de alturas, se adosa al extremo occidental del pórtico se divide en tres tramos: pórtico de entrada, campanario y piso aterrizado, en el que se eleva un templete rematado por cúpula achaflanada y ochavada.

## Interior
En el interior del templo aparece la misma imposta decorada del exterior y las pilastras de los arcos tienen los mismos capiteles-imposta con acanaladuras de los pórticos. En los muros de la capilla mayor aparece, asimismo, una cornisa, bellamente decorada. Los muros están pintados, imitando falsos sillares. En el enlosado se conservan las inscripciones alusivas al lugar de enterramiento, más o menos cerca del altar, que correspondía a cada estamento social (en el lado de la epístola aparece inscrito «Sepulturas entre nobles y estado llano» y en el del evangelio «Sepulturas de casados niños célibes y nobles») y a los lugares destinados en la nave central para los vaqueiros («No pasar de aquí a oír misa los baqueros» y «División de sepulturas entre forasteros y baqueros»).
El retablo mayor y los dos colaterales son tres espléndidos retablos barrocos, de la primera mitad del siglo XVIII, atribuidos a Gabriel Antonio Fernández «Tonín». El retablo mayor está consagrado a San Martín, el del lateral izquierdo a la Virgen del Rosario y el del lateral derecho a la Virgen de los Dolores. Sus imágenes originales fueron quemadas durante la guerra civil. En el interior de la sacristía se conserva un edículo o arcosolio que corresponde con una ventana ciega, ahora reabierta, formada por un arco rebajado con adorno de molduras y florones y rematada con tres grandes pináculos. A su valor artístico, suma el etnográfico, merced a las inscripciones que aparecen en el enlosado, alusivas al lugar de enterramiento, más o menos cerca del altar, que correspondía a cada estamento social y a los lugares que debían ocupar en la nave central los vaqueiros.